# Jan Baryl
Jan Baryl (20. prosince 1925 Olomouc – 21. listopadu 1977) byl český a československý politik Komunistické strany Československa a poslanec Sněmovny národů a Sněmovny lidu Federálního shromáždění za normalizace.

## Biografie
Narodil se v dělnické rodině, vyučil se zámečníkem a pracoval v strojírnách ve Zlíně. Členem KSČ byl od 1. června 1945. Roku 1950 se stal instruktorem a téhož roku i tajemníkem OV KSČ Svit Gottwaldov. V období let 1951–1953 byl vedoucím oddělení Krajského výboru KSČ v Gottwaldově. Absolvoval Vysokou stranickou školu Ústředního výboru Komunistické strany Československa a po jejím dokončení nastoupil roku 1956 do aparátu ÚV KSČ v Praze.
V letech 1970–1973 působil jako vedoucí ekonomického oddělení Ústředního výboru Komunistické strany Československa. Od ledna 1970 do května 1971 navíc vykonával funkci tajemníka Byra pro řízení stranické práce v českých zemích. Do pozice člena ÚV KSČ byl kooptován k 26. červnu 1970. XIV. sjezd KSČ a XV. sjezd KSČ ho ve funkci potvrdil. Od července 1975 do své smrti byl navíc kandidátem předsednictva ÚV KSČ a od března 1973 do své smrti tajemníkem ÚV KSČ. V roce 1975 získal Řád republiky. Roku 1977 in memoriam Řád Vítězného února. V říjnu 1975 měl hlavní referát na zasedání ÚV KSČ k plnění závěrů XIV. sjezdu v oblasti zemědělství, v září 1976 referoval jako hlavní řečník na ÚV KSČ ohledně přípravy voleb. Od roku 1976 zastával také post člena předsednictva Ústředního výboru Národní fronty ČSSR a předsedy komise ÚV KSČ pro práci s mládeží.
Po volbách roku 1971 zasedl do české části Sněmovny národů (volební obvod č. 57 - Třebíč, Jihomoravský kraj). Křeslo nabyl až dodatečně v dubnu 1974 po doplňovacích volbách poté, co zemřel poslanec František Hons. Ve volbách roku 1976 přešel do Sněmovny lidu (obvod Strakonice). Ve FS setrval do své smrti roku 1977.